# Bierasponnie
Bierasponnie (biał. Бераспонне; ros. Береспонье, Bieriesponje) – wieś na Białorusi, w obwodzie witebskim, w rejonie dokszyckim, w sielsowiecie Berezyna. W 2009 roku liczyła 6 mieszkańców.